# Powiat Lebus

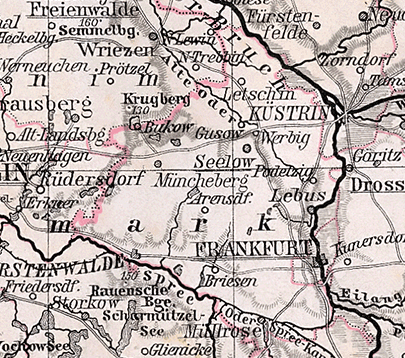
Powiat w 1905

Powiat Lebus (niem. Landkreis Lebus, do 31 grudnia 1938 Kreis Lebus; pol. powiat lubuski) – były powiat w pruskiej rejencji frankfurckiej, w prowincji Brandenburgia. Istniał w latach 1816–1950. Teren dawnego powiatu leży obecnie w kraju związkowym Brandenburgia w powiatach Märkisch-Oderland oraz Oder-Spree.
1 stycznia 1945 w skład powiatu wchodziły:
- 6 miast: Buckow (Märkische Schweiz), Fürstenwalde/Spree, Lubusz (Lebus), Müllrose, Müncheberg i Seelow;
- 115 innych gmin;
- 4 majątki junkierskie (lasy).

Siedzibą powiatu i miejscowego landratu był Frankfurt nad Odrą (Frankfurt (Oder)), a od 1863 - Seelow. Rozległość powiatu pokrywała się mniej więcej z powierzchnią dzisiejszych powiatów Märkisch-Oderland i Oder-Spree.
W 1945 roku Polsce przypadły dwa wschodnie prawobrzeżny (od Odry) skrawki powiatu lubuskiego: a) południowo-wschodni, większy skrawek z miejscowościami Nowy Lubusz i Pławidło, oraz b) północno-wschodni skrawek, na południowy zachód od Boleszkowic. Główna część powiatu z miejscowościami takimi jak Seelow (siedziba starostwa), Lubusz, Fürstenwalde/Spree, Müllrose, Müncheberg i Buckow (Märkische Schweiz) pozostały w Niemczech. Polską część powiatu lubuskiego włączono do powiatu rzepińskiego, przyłączonego do woj. poznańskiego (1946).